# 厄災仔寵
『厄災仔寵』（やくさいこちょう）は、みやすのんきによる日本の漫画作品。『週刊ヤングジャンプ』（集英社）に1995年3・4合併号から1997年33号まで月1連載していた。

## 概要
役仔寵達仙道仙術研究会が幽霊退治を行う風水がテーマのドタバタお色気コメディ。
多くのメディアミックス展開が行われ、OVA1作、実写化2作、CDドラマが製作される程の人気を誇ったが、最後の事件が未解決ゆえに打ち切りを思わせる完結をしている。

## 登場人物
裏野耕作
北海道出身。武士の出であるが、先祖が関ヶ原の戦いで豊臣方について以降災難続きでひっそり暮らしていた一族で、歴史を変えようと東京の平安大学（多摩市）に進学するが相変わらず災難続きで友達もおらず、近づく者はカルト宗教の勧誘とタカリばかり。
役仔寵（えんの こちょう）
仙道仙術研究会の部員。耕作から厄を取り除こうとするが、毎回失敗し、大騒動を引き起こすトラブルメーカー。台湾からの留学生。アルバイトでモデルをしている。耕作とは1話目でキスまでいった。スリーサイズはB92W56H88。
賀茂太一
易経地理学の権威で平安大学教授であるが、学界のつまはじき者で裏野から共感を得ている。仙道仙術研究会顧問。
インキュバス
黒魔術研究会の男性代表者。悪の神を復活させようとしたが、仔寵らの手によって失敗。黒魔術壊滅後、幸福研究会を立ち上げる。
サキュバス
黒魔術研究会の女性代表。ナイスバディで男達を誘惑する。
役仔蘭（えんの こらん）
仔寵の妹。台湾から、援助交際してもらうパパを探しにやってきたが耕作から説教され惚れてしまう。仔寵よりも発育が良くソバージュヘアー。
シロ
仔寵が封印をといた霊鬼疫神の頭領異形童子。札を貼られている間と普段は仔犬の格好をして、人間の言葉をしゃべれるので耕作を使い一発決めようと企むことも。
岸川
耕作のアパートの隣人。大学7年生。
劉遊眠（りゅう ゆうみん）
賀茂教授を頼って来た台湾の留学生。その実態は耕作の不運を利用し、日本侵略をしようとした香港マフィア九龍団の生体兵器。崩壊した日本で城を建てた。関西弁。仔寵姉妹と知り合い。

## OVA/ドラマCD
1997年。R指定のOVAとして。

### 声の出演
- 仔寵 - 池澤春菜
- 仔蘭 - 草地章江
- 耕作 - 遠近孝一
- 賀茂 - 石井康嗣
- 朝川ひろこ
- 他ヤングジャンプ読者（一般公募）

### ドラマCD/アニメスタッフ
- 監督・絵コンテ - 吉田徹
- 脚本 - 戸田博史
- 音楽 - 佐橋俊彦
- キャラクターデザイン - 佐々木一浩
- 作画監督 - 谷口守泰、佐々木一浩
- 美術監督 - 飯島由樹子
- 音響監督 - 田中一也
- 原画 - 木村貴宏
- プロデューサー - 本地大輔（日本コロムビア）、平田哲（ダックスインターナショナル）、源生哲雄（TBS、アニメのみ）
- 協力 - 集英社
- 製作 - 日本コロムビア、TBS
- 制作 - ダックスインターナショナル

### 主題歌
エンディングテーマ「厄災仔寵」
編曲・作曲 - 佐橋俊彦 / 作詞 - みやすのんき / 歌 - 朝川ひろこ

## 実写版
オリジナルビデオ。1997年にケイエスエスよりリリース。
- 厄災仔寵 死神たちの罠（VHS：1997年4月25日 / DVD：2008年6月27日）
- 厄災仔寵2 悪霊たちの学園篇（VHS：1997年10月2日 / DVD：2008年6月27日）

### キャスト
- 宮内知美 - 仔寵
- 田中優樹 - 裏野耕作
- 今村雅美 - 仔蘭
- 木下ほうか
- 岸本一汰
- 光本行信
- 吉田瑞穂
- 島崎和歌子 - さなえ
- 城後光義
- 大杉漣 - 学長
- 上田耕一 - 賀茂太一

### スタッフ
- 監督 - 金澤克次
- 脚本 - 椎名晏子
- 原作 - みやすのんき
- 製作 - 林由恵、志水良旺、小野寺信司
- 配給 - Softgarage